# Кусково
Кусково (рус. Куско́во) је била летња сеоска кућа и имање породице Шереметјев. Изграђена средином 18. века, првобитно се налазила неколико миља источно од Москве, али сада је део Источног округа града. Било је то једно од првих великих летњих имања руског племства и једно од ретких сачуваних у близини Москве. Данас је на имању Руски државни музеј керамике, а парк је омиљено место рекреације Московљана.

## Историја
У 17. веку Кусково је постало власништво Бориса Петровича Шереметјева (1652–1719), руског фелдмаршала под царем Петром Великим, који је предводио руску војску у победи над Швеђанима у бици код Полтаве (1707) у Великом северном рату. На том месту је већ била дрвена црква, кућа и неколико базена.
Палату је изградио његов син Пјотр Борисович Шереметјев (1713–1788). Гроф Шереметјев био је један од најбогатијих људи у Русији, близак двору и покровитељ уметности. Кусково је саградио отприлике у исто време када је саградио градску палату на обали реке Фонтанке у Санкт Петербургу. Када је одлучио да сагради палату у Кускову, наредио је да она буде већа и лепша од поседа других племића и једнака било којој резиденцији цара. Будући да је било удаљено мање од једног дана путовања од центра Москве, није било предвиђено за смештај гостију преко ноћи, нити за пољопривреду или било коју другу практичну сврху, већ искључиво као место за забаву, церемоније и свечаности.
Изградња је изведена између 1730-их и 1790-их на месту од преко 300 ха. Најранија сачувана грађевина је црква Спаситеља, на месту старе дрвене цркве, саграђене 1737-39 у петринском барокном стилу и украшена мермерним статуама. Неокласични звоник додат је касније, 1792. године.
Холандску кућу је саградио је између 1749. и 1751. године архитекта Ј.И. Кологривов, који је затим повећао рибњак у језеро и уредио парк и канале. После смрти Кологривова 1754. године, градњу палате започео је млади архитекта Фјодор И. Аргунов, који је пројектовао пећину и видиковац уз канал у источном делу парка. Када је Фјодор Аргунов ангажован на изградњи куће Шереметјева на Фонтанки у Санкт Петербургу, задатак пројектовања палате добио је познати московски архитекта Карл Бланк. Изградња куће извршена је 1760-тих. Неокласична фасада, приписана француском архитекти Шарлу де Вајиу, додата је 1774. године након што се син власника вратио из Париза 1773.
Двадесет шест соба палате било је дизајнирано за забаву и импресионирање гостију у државним приликама. Гроф Шереметјев се забављао у великом стилу; његове забаве на отвореном, у парку, привлачиле су чак двадесет и пет хиљада гостију. Забава је укључивала његово чувено позориште и оркестар са кметовима глумцима. Имање је посетила је царица Катарина Велика 1775; обелиск у парку обележава тај догађај.
Крајем 18. века имање је пропало. Било је тешко оштећено током француске инвазије 1812. године. 1830-их кметско позориште је срушено. Након укидања кметства 1861. године, земља је подељена на парцеле које су издате у закуп. У 19. веку већи део намештаја премештен је у градске резиденције Шерметјева у Москви и Санкт Петербургу.
Након револуције 1917. године, имање је национализовано. Палата је 1919. године претворена у мали природњачки музеј. Десет година касније постао је дом државног музеја порцелана, који је основан 1918-20 . у Москви. У њему су се налазиле национализоване колекције руских колекционара уметничких дела А. Морозова, Л. Зоубалова и Боткинеа. 1932. преименован је у Државни музеј керамике.

## Палата Кусково
Палата је дизајнирана у новом неокласичном стилу, а затим је постала популарна за државне зграде у Санкт Петербургу и Москви. Спољашњост је била израђена од дрвених дасака, које су биле малтерисане и офарбане у нежне пастелне боје. Палата је гледала на суд части, који су формирали палата, црква и велико језеро. Трем са шест стубова испред куће био је дизајниран са рампом тако да су кочије са чак осам коња могле да дођу директно до улазних врата. Кад би кочија стигла, слуге би изјуриле на предња врата и придржавале коње док би гости излазили.
Унутар палате на западном крају зграде налазило се дванаест великих државних соба и два мања ансамбла просторија за стамбену употребу.
- Предворје на улазном улазу било је обложено гипсом обојеним тако да подсећа на мермер, са вазама у нишама које је дизајнирао Јоханес Јустус.
- Пријемна соба је имала и китњасти камин, типичан за западну Европу, и пећ украшену плочицама у боји, традиционалну у источној (укључујући Русију) и северној Европи, која је приказивала две уметничке традиције у Русији у то време.
- Соба са таписеријама је била друга пријемна соба. Била је украшена фламанским таписеријама из 17. века које приказују паркове и вртове. Између таписерија, прозори су гледали на језеро и башту имања.
- Државна спаваћа соба - иако има кревет, државна спаваћа соба никада није коришћена као спаваћа соба, већ као формална рецепција, како би импресионирала госте укусом власника.[11]
- Кабинет је био лична канцеларија грофа, украшена холандским оплатама од храстовог дрвета са рељефним мотивима слика, у стилу Петра Великог.
- Свакодневна спаваћа соба дизајнирана је за одмор. Имала је камин са мермерним лицем са уметнутим сликама француских уметника и портретима породице Шереметјев.
- Плесна сала или сала огледала била је највећа и највише декорисана соба у кући, са обојеним плафоном и зидовима прекривеним огледалима у белој и златној боји.
- Соба за билијар садржи велики билијарски сто направљен у Енглеској у 18. веку.
- Трпезарија - слике и украси трпезарије истицали су дугу историју и славу породице Шереметјев.

## Парк Кусково
Парк Кусково створен је између 1750. и 1780. године као формални Француски парк, са великим украсним партерима цвећа, пажљиво ошишаним живицама и алејама које су се састајале под правим или дијагоналним углом, украшене статуама и окружене редовима дрвећа обликованим у сфере, велике вазе; или дрвећем мирте обликованим у шишарке. Осам алеја парка среће се у једној тачки, где сада стоји кружни павиљон Ермитаж (1764–77). Гроф Шереметјев провео је већину свог времена у Ермитажу, долазећи у Палату само за свечане прилике и празнике.
1770-их, пратећи променљиве укусе тог периода, северно од француског парка створен је други парк у стилу енглеске пејзажне баште, који више не постоји. Овај парк представљао је идеализовану верзију природе, са вијугавим стазама, тунелима зеленила, живописним гајевима дрвећа, травњацима и павиљонима. Од овог дела парка остао је само Ермитаж.

## Пећина
Пећину је саградио архитекта Ф. Аргунов између 1755. и 1761. године, а требало је да представља палату краља мора. Била је постављена поред великог базена, у коме се одражавала његова импозантна фасада и купола. Унутар редова ниша били су кипови Венере, Дијане, Церере, Флоре, Јуноне и Јупитера. Прозори су били прекривени гвозденим решеткама које су исковали кметови занатлије и личе на морске алге. Унутрашњи простор, испод куполе, треба да буде престо Нептуна, препун морских шкољки (1771-1775). Пећина је једна од ретких пећина из 18. века која још увек чува своју изворну декорацију.

## Холандска кућа
Традиционална холандска кућа од цигле изграђена је 1750-их на малом рибњаку у близини Палате. Кућа има кухињу у приземљу украшену од пода до плафона плочицама из Делфта. Оброци су се служили гостима у кухињи, мада су их заправо припремали у другој кухињи у шуми у близини и слуге су их носиле у кућу. Горњи спрат је опремљен једноставним, чврстим холандским намештајем и високо украшеним плочицама из Делфта.

## Оранжерија
Оранжерију је (1761–1764) дизајнирао Ф. Аргоунов. Није се користила као оранжерија - лимуни, поморанџе и ананас којима су послуживали госте у Кускову заправо су узгајани у пластеницима изван парка. Уместо тога, коришћена је као велика банкет сала за госте. Шездесетих година претворена је у изложбену салу за колекције порцелана.
У овој палати се налази најдрагоценија колекција западног порцелана у источној Европи, коју је сакупило неколико генерација породице Шереметјев. Палата је национализована 1919. године, а двадесет година касније проглашена је Државним музејом керамике.

## Државни музеј керамике
Музеј у Оранжерији садржи колекције финог порцелана које су руски трговци и царица Марија Федоровна скупили пре руске револуције. Главни делови су:
- Немачки порцелан из 18. и 19. века, посебно од краљевског порцелана из Мајсена
- Енглески порцелан из Челсија и Џосаја Веџвуд.
- Француски порцелан из 18. века из краљевске мануфактуре из Севра. Један од врхунаца колекције је египатски сервис који је Наполеон Бонапарте наручио 1798. године у знак сећања на свој египатски поход, а који је Наполеон уручио цару Александру I на конференцији у Тилситу 1807. године.
- Дански порцелан 18. и 19. века.
- Руски и совјетски порцелан 18, 19. и 20. века. Посебно је запажена колекција порцелана на револуционарне теме из раног совјетског периода.[13]

## Галерија
- Поглед на Кусково 1839.
- Општи поглед
- Пећина
- Поглед на Оранжерију
- Павиљон Ермитаж
- Поглед из ваздуха на Кусково 2008. године
- Парк
- Поглед на Кусково 1999. године
- Палата Шереметјев у Кускову.
- Поглед на Кусково